# Goderich (Sierra Leone)
Goderich ist ein Dorf in Sierra Leone. Es gehört zur Western Area und liegt etwa 20 Kilometer vom Stadtzentrum von Freetown entfernt am Rande der Hauptstadt. Das Dorf grenzt an den Atlantik.
Bürgermeister ist seit dem 29. Juni 2013 Mustapha Papa Kamara.
Goderich gilt als einer der wohlhabendsten Orte in Sierra Leone. Hier lebt unter anderem der Präsident Sierra Leones Ernest Koroma.